# Loir en Vallée
Loir en Vallée ist eine französische Gemeinde mit 2.052 Einwohnern (Stand: 1. Januar 2022) im Département Sarthe in der Region Pays de la Loire. Sie gehört zum Arrondissement La Flèche und zum Kanton Montval-sur-Loir.
Sie entstand als Commune nouvelle mit Wirkung vom 1. Januar 2017 durch die Zusammenlegung der bisherigen Gemeinden La Chapelle-Gaugain, Lavenay, Poncé-sur-le-Loir und Ruillé-sur-Loir, die in der neuen Gemeinde den Status einer Commune déléguée haben. Der Verwaltungssitz befindet sich im Ort Ruillé-sur-Loir.

## Gliederung
| Ortsteil                            | ehemaliger INSEE-Code | Fläche (km²) | Einwohnerzahl zum 1. Januar 2022 |
| ----------------------------------- | --------------------- | ------------ | -------------------------------- |
| Ruillé-sur-Loir (Verwaltungssitz)00 | 72262                 | 39,48        | 1.118                            |
| La Chapelle-Gaugain                 | 72063                 | 10,66        | .0319                            |
| Lavenay                             | 72159                 | 07,70        | .0301                            |
| Poncé-sur-le-Loir                   | 72240                 | 06,92        | .0314                            |

## Geographie
Die großflächige Gemeinde liegt rund 40 Kilometer südöstlich von Le Mans an der Grenze zum Département Loir-et-Cher. Die südöstliche Gemeindegrenze wird weitgehend vom Fluss Loir und seinem Zufluss Braye gebildet. Auch der Fluss Tusson tangiert das Gebiet. Nachbargemeinden sind: Vancé im Norden, Bessé-sur-Braye im Nordosten, Sougé im Osten, Vallée-de-Ronsard im Süden, La Chartre-sur-le-Loir im Südwesten, Lhomme und Courdemanche im Westen, sowie Saint-Georges-de-la-Couée und Val d’Étangson im Nordwesten.